# Laraesima asperata
Laraesima asperata là một loài bọ cánh cứng trong họ Cerambycidae.